# Saint-Étienne-des-Oullières
Saint-Étienne-des-Oullières es una comuna francesa situada en el departamento de Ródano, de la región de Auvernia-Ródano-Alpes. Pertenece a la comunidad de aglomeración Villefranche-Beaujolais-Saône.

## Demografía
| 1 139 | 1 143 | 1 093 | 1 137 | 1 367 | 1 519 | 1 723 | 2 019 |
| Para los censos de 1962 a 1999 la población legal corresponde a la población sin duplicidades (Fuente: INSEE [Consultar]) |       |       |       |       |       |       |       |